# Oscar Nottebohm
Oscar Nottebohm (1865 - 30 september 1935) was een Antwerpse mecenas.

## Leven
Er is weinig geweten over Oscar Nottebohm, volgens een aantal kranten had hij geen beroep, maar hij was echter wel actief als beheerder van een aantal firma's. Hij was onder andere in 1907 lid van de beheerraad van de firma Molino Brüning, bloemmolens en graanmagazijnen. Hij verzamelde kunst en boeken en was een kenner van oude kunst met vele connecties in verschillende landen. Hij had vanaf 1897 al een hechte band met het Koninklijk Museum voor Schone Kunsten Antwerpen waaraan hij schenkingen aan deed en die hij adviseerde bij aankopen. Daarnaast was hij ook lid van de Artibus Patriae, een club van notabelen en kunstkenners die zich toelegde op het verrijken van museumcollecties voor het Koninklijk Museum voor Schone Kunsten. Hij overleed op 70-jarige leeftijd zonder ooit te trouwen of kinderen achter te laten.
In zijn naam werd de Oscar Nottebohmprijs opgericht die wordt uitgereikt door de Antwerpse Academie.

## De schenkende familie Nottebohm
Oscar Nottebohm was een kleinzoon van de uit Bielefeld uitgeweken Diederich Wilhelm Nottebohm die zich settelde in Antwerpen. Zijn familie was zeer gekend voor hun schenkingen, waaronder zijn oom August Nottebohm, die aan de stad Antwerpen 100 000 Belgische frank doneerde om de stad te laten opknappen. Ook zijn broer Frederik Benjamin Nottebohm deed in 1913 een schenking. Zijn moeder Maria von Laer richtte in 1901 ook een ziekenhuis voor huidziekten op dat bekend staat als de Nottebohm kliniek. Oscar Nottebohm zelf deed tussen 1908 en 1917 een aantal schenkingen van schilderijen aan de stad Antwerpen. Na  zijn overlijden liet hij grote sommen geld na aan verschillende stichtingen. Aan het Bestendig Dotatiefonds voor de Stadsbibliotheek en het Museum Plantin-Moretus liet hij 50 000 frank na en aan de Volksbibliotheek 25 000 frank, waar er op voorstel van Lode Baekelmans jeugdboeken werden aangekocht voor de nieuwe kinderleeszalen. Daarnaast werd er in de Volksbibliotheek een jaar na zijn dood een tentoonstelling georganiseerd, waar ze het portret van de schenker en een deel van de aangekochte boeken ten toon stelden. In zijn testament was nog opgenomen dat hij aan het Koninklijk Museum voor Schone Kunsten Antwerpen niet alleen 100 000 frank naliet, maar ook schilderijen, beeldhouwwerken, veilingcatalogi en kunstboeken. Daarnaast kregen het Vleeshuis en het Steen 50 000 frank. Het wapenschild van de familie werd in een van de ramen van het Stadhuis van Antwerpen opgehangen tijdens een plechtige onthulling op 13 maart 1937 door burgemeester Camille Huysmans.

## De Nottebohmzaal
Als teken van dankbaarheid voor de gulle schenkingen die Oscar Nottebohm in zijn leven gedaan had, besloot het stadsbestuur na zijn dood om in 1936 de nieuwe zaal in de Sodaliteit van de Erfgoedbibliotheek Hendrik Conscience de Nottebohmzaal te noemen. In de zaal worden vanaf dan voordrachten en bijeenkomsten gehouden. De muren van deze zaal zijn omlijst met boekenrekken en in de nissen staan borstbeelden van onder andere Joost van den Vondel, Johann Wolfgang von Goethe, Friedrich Schiller, Christoffel Plantijn, Mertens, Torfs, twee weldoeners: Jos de Pret de Terveken en Jan Steven Werbrouck. Daarnaast bevinden zich eveneens de Hemel- en aardglobe van Blaeu en de Egyptische kast, twee pronkstukken van de Erfgoedbibliotheek. 